# Reksosari
Reksosari is een bestuurslaag in het regentschap Semarang van de provincie Midden-Java, Indonesië. Reksosari telt 5124 inwoners (volkstelling 2010).